# カンヌール

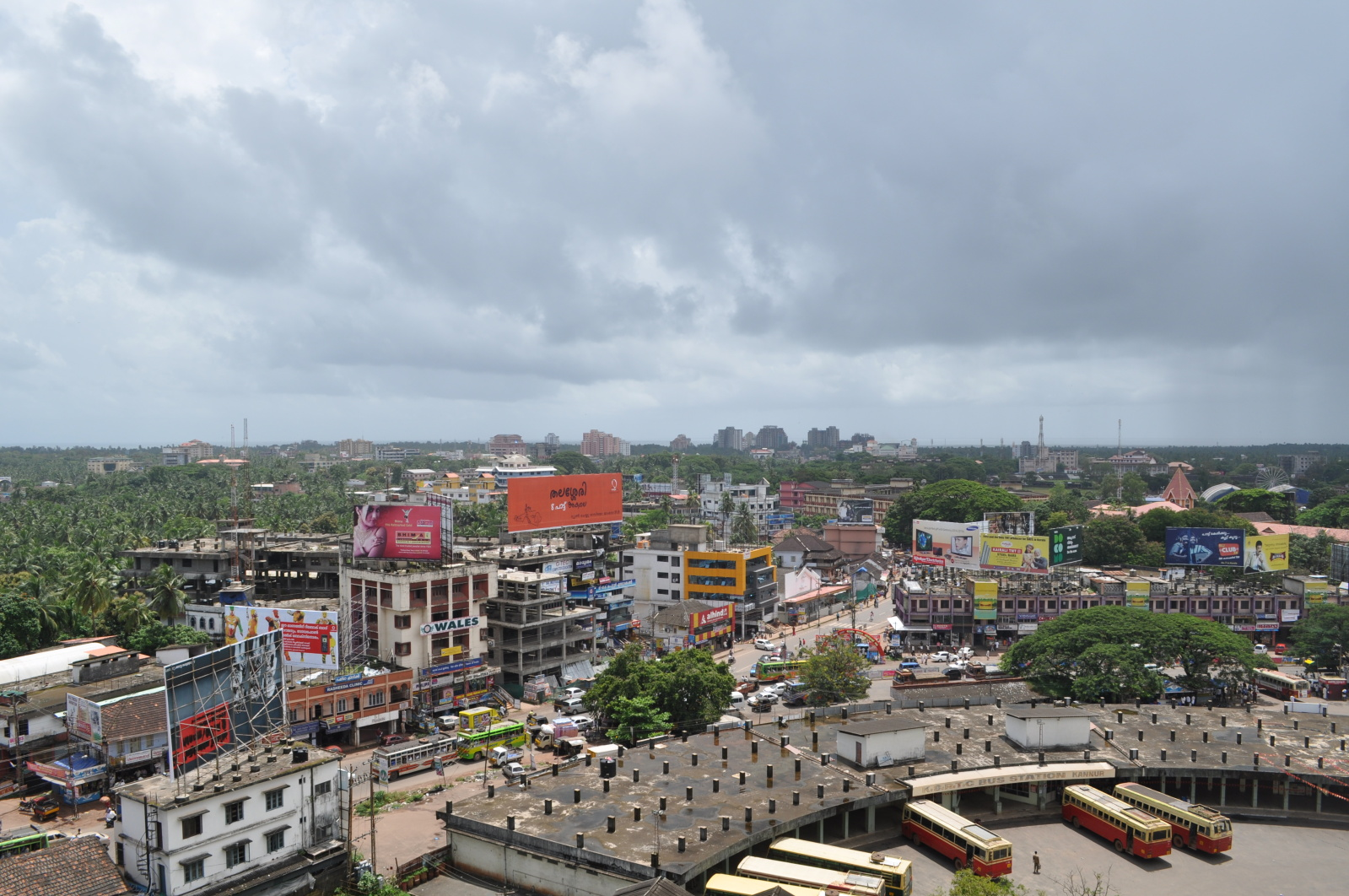
カンヌールの街並み

カンヌール（英語：Kannur, マラヤーラム語：കണ്ണൂർ）は、南インドのケララ州、カンヌール県の都市。イギリス支配下ではカンナノール（Cannanore）と呼ばれた。Google Mapで表示されるカヌールは誤記である。

## 歴史

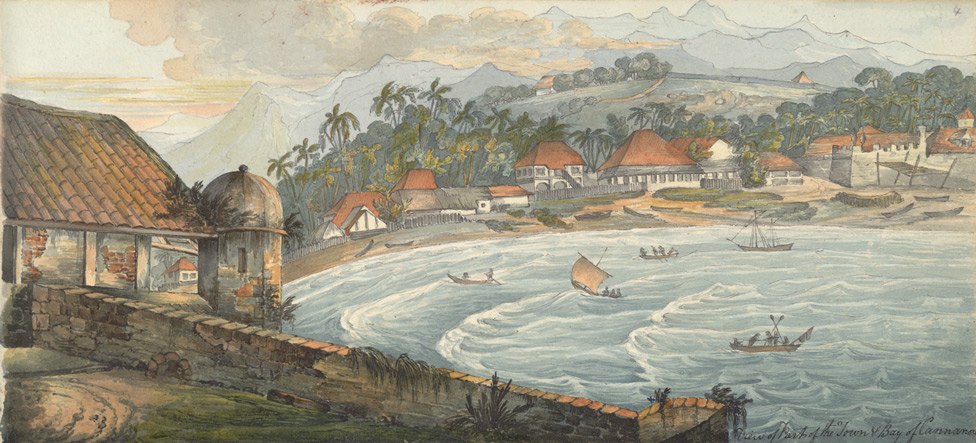
カンヌールとその港

アラビア海に面するこの地は、1507年に ポルトガルの総督フランシスコ・デ・アルメイダによって、聖アンジェロ砦（カンヌール城）が立てられた。
1545年以降、アラッカル王国が成立すると、カンヌールはその首都となった。
1663年、オランダはカンヌール城をポルトガルより奪った。
1772年、オランダはカンヌール城をアラッカル王国に売却した。
1790年、イギリスがこの地を占領し、19世紀にはにマドラス管区に組み込まれた。